# Albrecht Rakouský
Albrecht Rakouský (celým jménem: Albrecht František Josef Karel Bedřich Jiří Hubert Maria Habsbursko-Lotrinský; 24. července 1897, Weilburg – 23. července 1955, Buenos Aires) byl rakouský arcivévoda pocházející z těšínské linie Habsbursko-Lotrinské dynastie.

## Život
Narodil se jako deváté dítě a zároveň jediný syn arcivévodovi Bedřichu Rakouskému a Isabelle z Croye a Dülmenu. V roce 1915 narukoval v první světové válce. Nejprve povýšil na poručíka a poté získal hodnost nadporučíka. Po převratu se o něm hodně mluvilo jako o možném kandidátovi na uherský trůn. V Maďarsku měl rozsáhlé pozemky a po matčině linii Croyů se cítil být spřízněn s Arpádovci.
Zemřel v roce 1955 v Buenos Aires. Pohřben byl v Halbthurnu (Burgenland).

## Manželství a potomci
Albrecht byl třikrát ženatý. Všechny sňatky však byly morganatické.
1. m. ∞ 1930 Irena Lellbachová (1897–1985), rozvod v roce 1937
2. m. ∞ 1938 Katalina Bocskayová z Felsö-Bánya (1909–2000), rozvod v roce 1951
  1. Charlotte Izabella (1940–2020) ∞ 1967 Ferdinand Joseph Wutholen
  2. Ildiko Katalin (* 1942) ∞ I. m. 1963–1978 Joseph J. Calleja, II. m. 1982 Terry D. Fortier.
3. m. ∞ 1951 Lydie Straussová († 1998)
  1. Rudolf Štěpán (1951–1992).[2][3]